# 中国林业科学研究院华北林业实验中心
中国林业科学研究院华北林业实验中心，简称“华林中心”，前身为北京市门头沟区九龙山林场，位于中华人民共和国北京市门头沟区的一座国家级林业科研实验基地，隶属于国家林业和草原局直属单位中国林业科学研究院。

## 历史沿革
1962年，北京市门头沟区九龙山林场成立，为门头沟区属国有林场。1963年，九龙山林场经国家经济委员会批准被移交给中国林科院林研所管理，更名为“中国林业科学研究院九龙山试验林场”。1969年，九龙山林场被交回北京市农林局管理。1979年，中国林科院恢复建制，九龙山林场复归中国林科院林业所管理。1993年，林场扩建并更名为“中国林业科学研究院华北林业实验中心”，并于1995年获得中央机构编制委员会办公室正式批准，2001年被明确为副司局级单位。

## 地理位置
华林中心位于北京市门头沟区主城区的周边，东隔永定河与西山林场和八大处公园相望，南隔山梁与门头沟区潭柘寺镇、永定地区相邻，西北接王平地区和妙峰山镇，中部为龙泉地区。九龙山区东西长约10km，地理坐标为东至东经116º06'，西至东经115º59'；南北宽约6km，南至北纬39º54'，北至北纬39º57'。九龙山属太行山北端余脉，为石质山地，海拔在100m至990m之间。

## 气候特征
九龙山区地处温带向暖温带的过渡地带，属于中纬度亚欧大陆东岸季风气候型，夏季炎热，春季干旱多风，冬季寒冷干燥。年平均气温为11.7℃，最冷月1月的平均气温为-4.3℃，最热月7月的平均气温为25.8℃。历年平均降水量为650.4mm，但年际变化大，年最大降水量为959.4mm ，最小降水量只有285.3 mm。降水集中，7月和8月的约占全年降水总量的64%，而12月至1月仅约占1.4%。

## 森林资源
华林中心林场经营总面积为3.58万亩（1741.9公顷），其中有林地面积为2.7万亩，其中国家级生态公益林面积2.3万亩，占国有林地面积的85.2%，森林覆盖率96.4%。在植被区划上，九龙山区属暖温带落叶阔叶林带，有茂密的森林植被，现有植被可分为3个植被型、12个群系、19个群丛，共有维管束植物720种，隶属于99科333属。主要优势乔木树种包括油松、侧柏、落叶松、刺槐、栓皮栎、蒙古栎、山杨等。
| 林龄   | 幼龄林 | 中龄林 | 近熟林 | 成熟林 | 过熟林 |
| 百分比 | 21.1%  | 26.1%  | 19.7%  | 31.3%  | 1.8%   |

## 平台建设
华林中心已建成有森林培育实验室、森林生态实验室等8个功能实验室，配备有原子吸收、气质联用仪、高效液相色谱仪等500余台科研仪器。华林中心在示范林内建设20余套全自动气象观测设备、2个固定大气环境质量监测站和1个流动站，并建有20个径流场、1个径流堰、1个森林水文观测站，以及1个森林防火综合监控、巡护、指挥平台。建有6个自动控制、半自动控制温室，占地面积3600平方米。建有2个育苗基地，总面积150余亩。此外，中心还建有国家林业和草原局北京城市（门头沟）生态系统定位监测研究站、北京门头沟中山灌草生态系统定位监测研究站及暖温带林业九龙山国家长期科研基地。

## 人才队伍
截至2022年，华林中心有职工155人，其中在职职工70人，具有高级职称的15人，博士26人、硕士17人，建成森林生态、森林培育等6个专业研究室。

## 备注
1. ↑  2018年数据为1358.7公顷[3]